# Ragnar Graeffe
Ernst Ragnar Graeffe (ur. 16 września 1929 w Hanko, zm. 28 sierpnia 2005 w Lohja) – fiński lekkoatleta, płotkarz i sprinter, medalista mistrzostw Europy z 1954.
Odpadł w półfinale biegu na 400 metrów na mistrzostwach Europy w 1950 w Brukseli, a fińska sztafeta 4 × 400 metrów z jego udziałem zajęła w finale 6. miejsce. Na igrzyskach olimpijskich w 1952 w Helsinkach odpadł w eliminacjach biegu na 400 metrów przez płotki i sztafety 4 × 400 metrów.
Zdobył brązowy medal w sztafecie 4 × 400 metrów, która biegła w składzie: Graeffe, Ossi Mildh, Rolf Back i Voitto Hellsten, na mistrzostwach Europy w 1954 w Bernie.
Był wicemistrzem Finlandii w biegu na 400 metrów w latach 1950, 1952 i 1954.
Czterokrotnie poprawiał rekord Finlandii w sztafecie 4 × 400 metrów, do rezultatu 3:11,3 osiągniętego podczas mistrzostw Europy w 1954 w Bernie. Jego rekord życiowy w biegu na 400 metrów wynosił 48,5 s, a w biegu na 400 metrów przez płotki 54,6 s.